# フアン・アロンソ (スペインのサッカー選手)
フアン・アデラルペ・アロンソ（スペイン語: Juan Adelarpe Alonso,別名フアニート・アロンソ〔スペイン語: Juanito Alonso〕 1927年12月13日 - 1994年9月8日）は、スペイン・バスク州オンダリビア出身の元サッカー選手。ポジションはゴールキーパー。同じレアル・マドリードに在籍したディフェンダー、ガブリエル・アロンソ（Gabriel Alonso Aristiaguirre)を兄に持つ。

## 経歴
ユースチーム「Keriztetxiki」の出身、1946年に18歳でCDログロニェスに入団した。ここで1年間プレーした後、セルタ・デ・ビーゴの入団テストを受けたが、当時セルタの指導者だったリカルド・サモラから低い評価を受けた。このため入団は叶わず、兵役年齢を終えるまでの2年間、ガリシア州のチームラシン・クラブ・デ・フェロルに在籍した。ここで結果を出し、地方リーグでの活躍を通じて高い評価を得た。兵役が終了した後、レアル・マドリードと契約し、1949年から1962年まで、13年間プレーした。この間、225試合に出場、チームメンバーとして1956年、1957年、1958年のヨーロピアンカップに優勝している。また、1958年から1960年にかけては主将も務めた。1955年から1956年にはスペインBチームとして3試合に出場、1958年から1959年にはスペイン代表としてメンバー入りし2試合に出場した。また、1954-55年のシーズンにはリーガ・エスパニョーラにおける1試合当たりの平均失点が最少のゴールキーパーに与えられるサモラ賞を獲得した。

## 所属クラブ
- CDログロニェス　1946-1947
- ラシン・フェロル　1947-1949
- レアル・マドリード　1949-1960
- ADプルス・ウルトラ　1960-1963